# ヨハン・フリードリッヒ・ベトガー

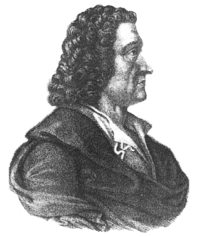
ヨハン・フリードリッヒ・ベトガー

ヨハン・フリードリッヒ・ベトガー（Johann Friedrich Böttger, 1682年2月4日 - 1719年3月13日）は、ドイツの錬金術師。
ヨーロッパにおける磁器の発明者として知られる。この発見には、エーレンフリート・ヴァルター・フォン・チルンハウスの助けを借りた。マイセン陶磁器の製造者としてその名が残る。

## 生涯
テューリンゲンのシュライツ出身。
若いころにブランデンブルク選帝侯領（プロイセン王国）のベルリンに移住した。1701年、ベトガーは錬金術師として金を作ることが可能だと法螺を吹いたため、これに期待を抱いたプロイセン王フリードリヒ1世の不興を買い、ベルリンを追われた。
だが、ザクセン選帝侯（兼ポーランド王）のアウグスト2世（強健王）は、プロイセンを追われ、陶工に職替えした若きベトガーを招聘した。ベトガーの才能を見い出したアウグスト2世は金を生産する秘密を明らかにして、ヨーロッパにおける陶磁器の利益を独占するために、ベトガーをマイセンのアルブレヒト城に幽閉して、国外に漏らすのを防いだ。そのため、ベトガーは酒に溺れて37歳で死去した。
ベトガーの功績は陶工というよりは錬金術師として、白磁の秘密を発見した。彼は当時試みた白い卵の殻のようなきめの細かい白い物質を混ぜたものを粘土に練りこむ製法を使わず、それまでヨーロッパの炉で焼かれていたよりもっと高い温度で粘土を焼いた。泥の成分を溶かし、新しい物質へと変化させたのである。この製法は以後100年間、当時のヨーロッパの他地域では見られない大発見となった。これは、ドレスデンがヨーロッパにおける技術と芸術の中心地の一つとして発展する契機となったのである。